# 杜德尼科韋 (科梅舒瓦哈市鎮)
47°50′29″N 35°36′55″E / 47.84139°N 35.61528°E
杜德尼科韋（烏克蘭語：Дудникове）是位於烏克蘭東南部的村莊，由扎波羅熱州扎波羅熱区科梅舒瓦哈市镇負責管轄。該村面積0.81平方公里，海拔高度130米，2001年人口26，人口密度每平方公里32.3人。